# Mayaca (gènere)

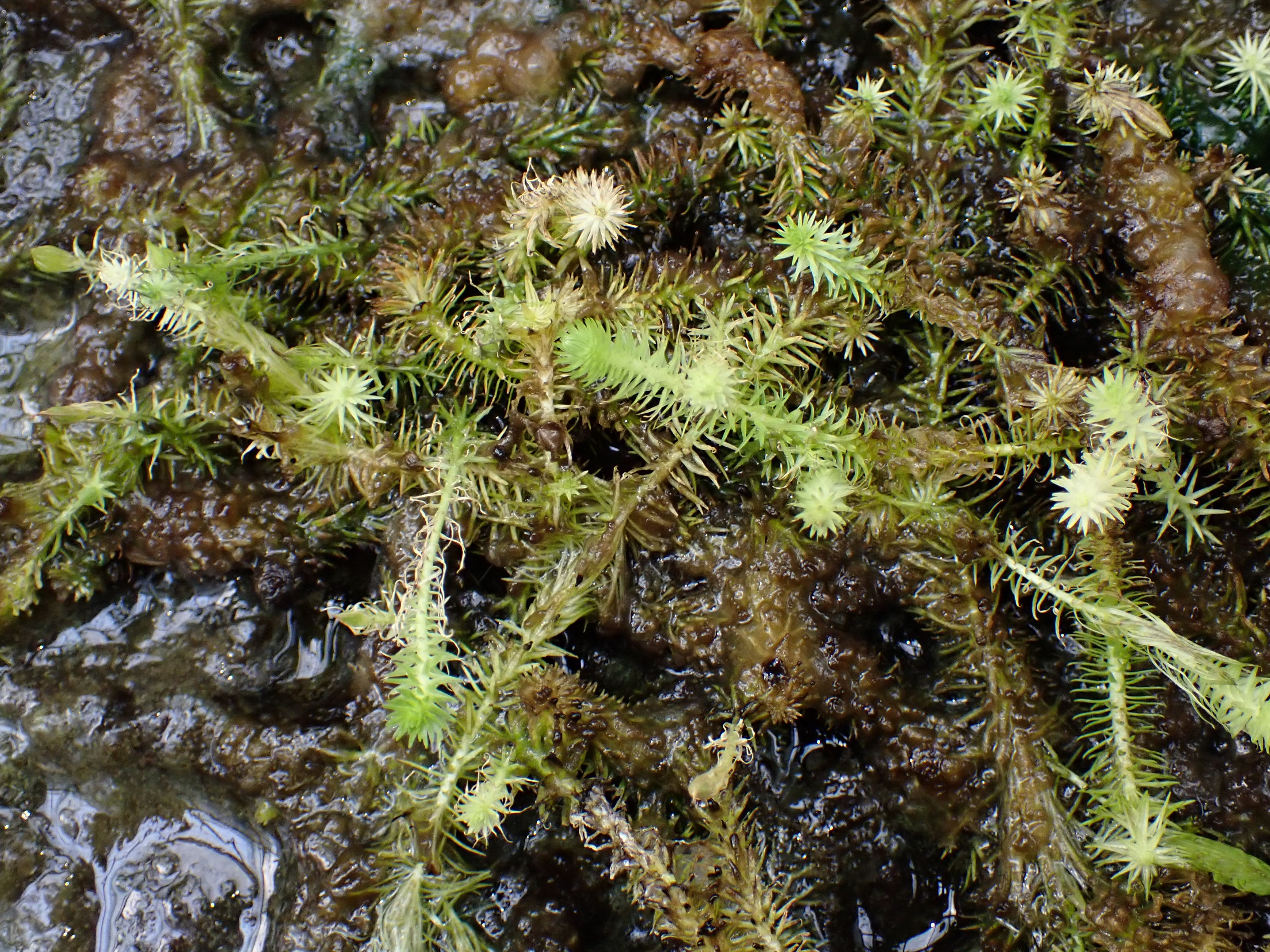
Mayaca fluviatilis

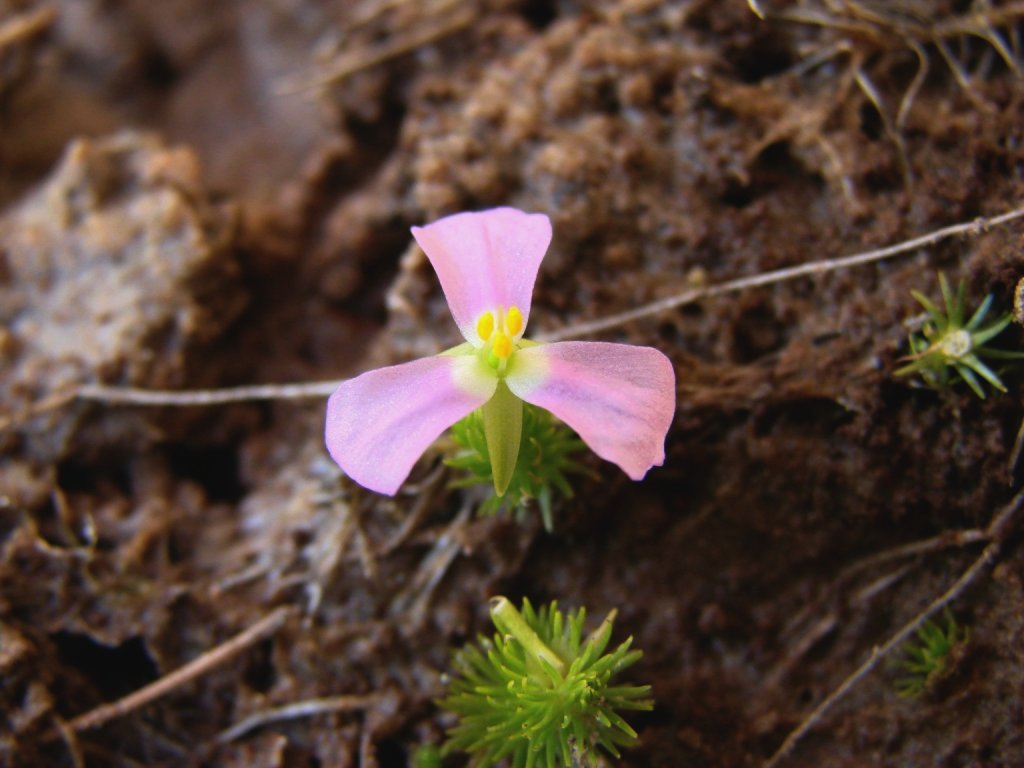
flor de Mayaca fluviatilis

Mayaca és l'únic gènere de plantes angiospermes de la família de les maiacàcies (Mayacaceae), que forma part de l'ordre de les poals (Poals), dins del clade de les commelínides, un subclade de les monocotiledònies. Son plantes aquàtiques o de zones humides natives de l'Amèrica tropical i subtropical i de l'oest de l'Àfrica tropical.

## Descripció
Són plantes herbàcies reptants perennes i aquàtiques o de zones humides, les tiges acostumen a ser força ramificades i poden atènyer els 60 cm de llargària. La seva aparença recorda algunes molses. Les fulles són simples, acostumen a ser linears o filiformes, tot i que també poden ser lanceolades, es disposen en espiral i tenen l'àpex bidentat. Les flors són hermafrodites, axil·lars, emergents i actinomorfes, al periant el calze és format per tres sèpals verds i la corol·la per tres pètals blanc o rosats. A l'androceu hi ha tres estams disposats de manera alterna als pètals. Al gineceu l'ovari és súper amb placentació parietal, monolocular, format per la unió de tres carpels i l'Estil (botànica) és simple. El fruit és una càpsula amb dehiscència loculicida.

## Taxonomia
El gènere Mayaca va ser publicat per primer cop l'any 1775 al primer volum de l'obra Histoire des plantes de la Guiane françoise del botànic francès Jean Baptiste Christophore Fusée Aublet (1720-1778). La família Mayacaceae va ser publicada força més tard, l'any 1840 a la revista Abhandlungen der Königlichen Akademie der Wissenschaften zu Berlin pel botànic alemany Carl Sigismund Kunth (1788-1850).

### Espècies
Dins del gènere Mayaca es reconeixen les cinc espècies següents:
- Mayaca baumii Gürke
- Mayaca fluviatilis Aubl.
- Mayaca kunthii Seub.
- Mayaca longipes Mart. ex Seub.
- Mayaca sellowiana Kunth

### Sinònims
Els següents noms científics són sinònims heterotípics de Mayaca:
- Biaslia Vand.
- Coletia Vell.
- Syena Schreb.

## Usos
Algunes espècies com ara Mayaca fluviatilis s'utilitzen com a plantes ornamentals d'aquari.